# Strength Through Diversity
Strength Through Diversity är Within Reachs debutalbum, utgivet 1997.

## Låtlista[1]
1. "Unity Company" - 1:19
2. "Values" - 1:04
3. "Stealing the Show" - 1:25
4. "Strength Through Diversity" - 1:47
5. "One Life" - 2:24
6. "Defender" - 1:13
7. "Through My Mind" - 2:00
8. "Retrospect" - 1:41
9. "More to See" - 1:14
10. "Make It Last"
11. "Give Back" - 1:50
12. "Something Not Right" - 1:33
13. "When Were Gone" - 2:40
14. "Not Forgiven, Not Forgotten" - 1:41
15. "Take Care" - 1:25
16. "This Time" - 2:45

## Personal[1]
- Björn Cederlind - gitarr
- Björn Engelmann - mastering
- Jocke Eriksson - trummor
- Lars Lindén - inspelningstekniker, gitarr (spår 10 och 16)
- Magnus Brolin - bas
- Magnus Törnkvist - sång
- P-O Saether - inspelningstekniker